# تحصیل سبی
تحصیل سبی (به انگلیسی: Sibi Tehsil) یک تحصیل در پاکستان است که در ایالت بلوچستان واقع شده‌است.